# 格拉斯巴赫河 (美因河支流)
49°51′12.34″N 9°35′49.60″E / 49.8534278°N 9.5971111°E

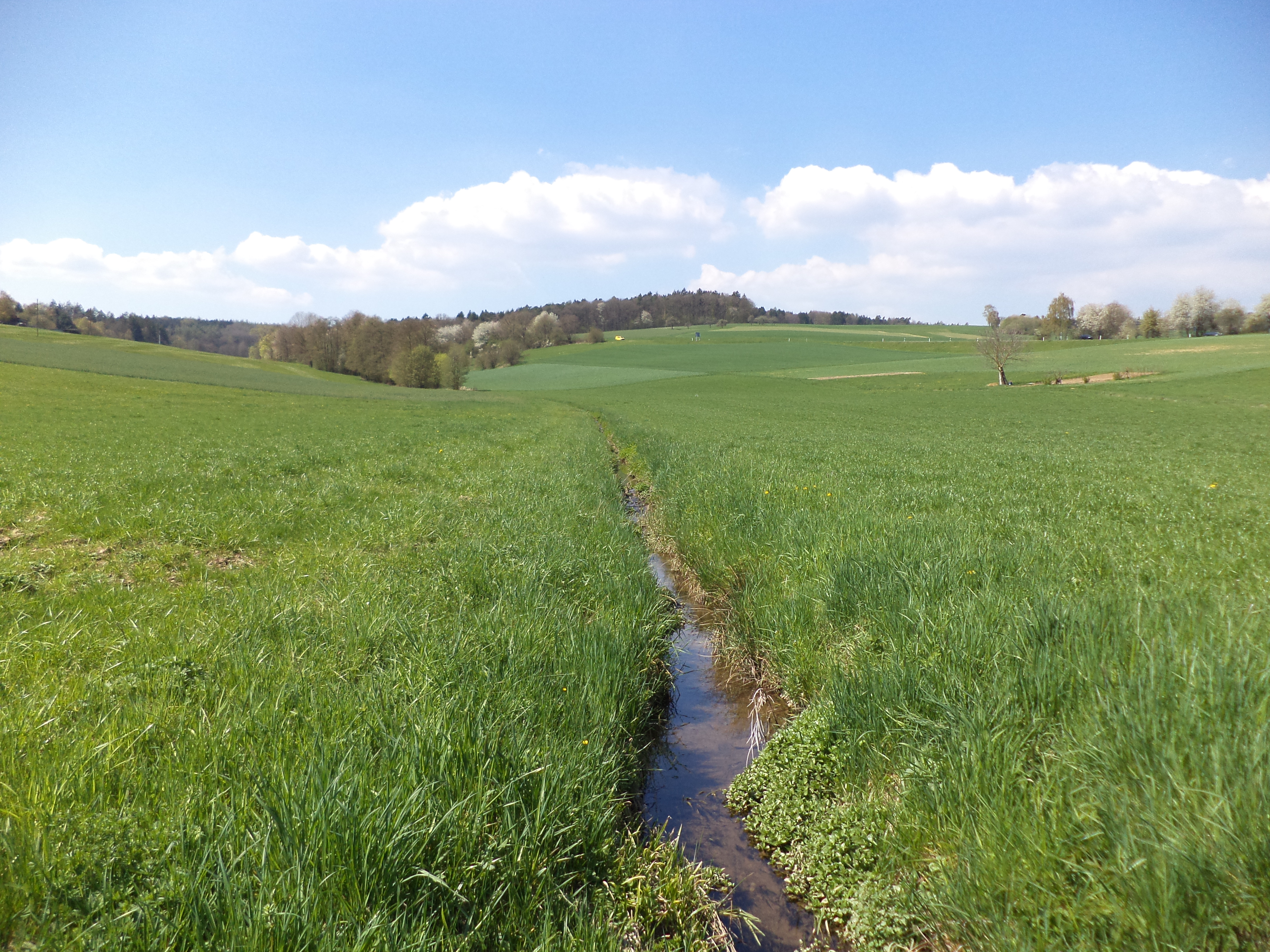

格拉斯巴赫河（德語：Glasbach），是德國的河流，位於該國東南部，由巴伐利亞負責管轄，屬於美因河的右支流，河道全長4.2公里，流域面積5.3平方公里。